# William Albright (compositore)
William Hugh Albright (Gary, 20 ottobre 1944 – Ann Arbor, 17 settembre 1998) è stato un compositore, pianista e organista statunitense.

## Biografia
Albright nacque a Gary, Indiana e iniziò a studiare il piano all'età di cinque anni, e frequentò il Juilliard Preparatory Department (1959-62), l'Eastman School of Music (1962-63) e l'Università del Michigan (1962-70), dove studiò composizione con Ross Lee Finney e George Rochberg e organo con Marilyn Mason. Interruppe gli studi per l'anno accademico 1968-69 quando ricevette una borsa di studio Fulbright per studiare con Olivier Messiaen a Parigi. Dopo la sua laurea nel 1970 fu nominato alla facoltà dell'Università del Michigan, dove insegnò fino alla sua morte per insufficienza epatica ad Ann Arbor, nel Michigan nel 1998.

## Produzione
La sua musica combinava elementi di musica classica tonale e non-tonale (in particolare l'influenza di Messiaen) con la musica popolare americana e la musica non occidentale, in quella che è stata definita musica "polistilistica" o "periclinale", che rende la definizione di uno stile generale difficile. In particolare, era un appassionato di ragtime e realizzò registrazioni degne di nota dei Piano Rags di Scott Joplin ed altri. Registrò anche un album delle sue composizioni Ragtime.
Oltre alle sue attività di composizione e di insegnamento, Albright proseguì una carriera attiva ed era considerato un virtuoso come organista e pianista, eseguendo numerosi recital su entrambi gli strumenti in tutto il Nord America e in Europa. Commissionò nuovi lavori per organo ad altri compositori contemporanei da eseguire nelle sue tournée internazionali. I suoi inni appaiono nei libri di inni delle Chiese Unitarie e Episcopali.

## Studenti importanti
Tra gli studenti più importanti di Albright figurano Derek Bermel, John Burke, Evan Chambers, Chihchun Chi-sun Lee, Gabriela Lena Frank, Alexander Frey, Evan Hause, Katt Hernandez, Joseph Lukasik, Carter Pann, Frank Ticheli e Michael Sidney Timpson.